# Thrugotsen-ætten
Thrugotsen-ætten fue una estirpe de nobles de Jutlandia que en el siglo XII tomaron relevancia compitiendo con otra poderosa familia, los Hvide-ætten por el poder real en Dinamarca. El primer referente y fundador del clan fue Svend Thrugotsen, hijo de Thrugot Ulfsson Fagerskinna. Pese a algunas lagunas en la genealogía, todos los historiadores coinciden que fue un clan familiar que desempeñó un papel decisivo en los inicios de Dinamarca como nación moderna.